# Demirören Group
Demirören Group es un grupo empresarial de Turquía, fundado en 1956 por Erdoğan Demirören. Entre sus propiedades se cuenta Milangaz (un distribuidor de gas licuado del petróleo, que posee el 9% del mercado turco), el centro comercial Demirören İstiklal en Beyoğlu y varios medios de comuniación como periódicos y estaciones de radio y televisión. Demirören también posee la propiedad compartida, licencia y distribución de las señales turcas de los canales de Warner Bros Discovery, donde se cuentan Cartoon Network, Boomerang y CNN Türk. Todas las acciones del Grupo Demirören son propiedad de la familia Demirören, que tiene estrechos vínculos con el presidente turco, Recep Tayyip Erdoğan, y también están activos en los sectores de energía, minería y construcción.
Demirören adquirió los periódicos Milliyet y Vatan en mayo de 2011. En 2018, el holding compró el periódico Hürriyet, los canales de televisión Kanal D y CNN Türk, y todas las demás propiedades de medios del extinto Doğan Media Group al Doğan Holding.
Milangaz patrocinó al equipo de baloncesto masculino Beşiktaş en 2011-12.
Tras la muerte de Erdoğan Demirören, el presidente Erdoğan visitó a la familia para expresar sus condolencias. En general, se considera que la familia apoya al presidente Erdogan y al Partido de la Justicia y el Desarrollo.